# 朝日健太郎
朝日健太郎（日語：あさひ けんたろう，1975年9月19日—）是日本男子沙灘排球運動員。健太郎為前排球運動員，1990年代在國家排球隊打中間手。1998年世錦賽奪得第16名時從排球告退，開始沙灘排球生涯。
他和隊友白鳥勝浩代表日本參加2008年夏季奧運和2012年夏季奧運。
2016年7月10日，代表自民黨在東京都選區當選為參議員。

## 榮譽
- 1998年世錦賽 — 第16名